# 革新街街道
革新街街道，是中华人民共和国河北省石家庄市新华区下辖的一个乡镇级行政单位。

## 行政区划
革新街街道下辖以下地区：
市委西院社区、康乐街社区、革新街社区、水源街社区和泰华街社区。